# Колесниково (Красноярский край)
Колесниково — упразднённый посёлок в городском округе город Лесосибирск Красноярского края России. Исключён из учётных данных в 1997 году, фактически включен в состав города Лесосибирск.

## География
Посёлок располагался на расстоянии приблизительно 6 км к северо-западу от города Лесосибирска.

### Климат
Климат умеренно континентальный, характеризуется резкими перепадами температур, как в течение суток, так и в течение года, а также продолжительной холодной зимой и коротким, довольно жарким, летом. В зимнее время над поверхностью формируется устойчивый Сибирский антициклон, обусловливающий ясную и морозную погоду со слабыми ветрами. Континентальность климата обеспечивает быструю смену зимних холодов на весеннее тепло. Однако низменный рельеф способствует проникновению арктического антициклона. Его действие усиливается после разрушения сибирского антициклона с наступлением теплого периода. Поэтому до июня бывают заморозки. Летом развивается циклональная деятельность на арктическом фронте, северные ветра приносят холодный воздух. Средняя за зиму высота снежного покрова 58 см, максимальная в защищенном месте — 72 см. Снежный покров наблюдается 187 дней в году..

## История
Посёлок возник как заимка Колесников Константин Афанасьевич. Развитие посёлка началось со строительства птицефабрики. С закрытием птицефабрики посёлок пришел в упадок.